# Laos vid världsmästerskapen i friidrott 2023
Laos tävlade vid världsmästerskapen i friidrott 2023 i Budapest i Ungern mellan den 19 och 27 augusti 2023.

## Resultat
Laos trupp bestod av en idrottare.

### Damer
Gång- och löpgrenar
| Idrottare        | Gren      | Försöksheat | Försöksheat | Semifinal        | Semifinal        | Final            | Final            |
| Idrottare        | Gren      | Resultat    | Placering   | Resultat         | Placering        | Resultat         | Placering        |
| ---------------- | --------- | ----------- | ----------- | ---------------- | ---------------- | ---------------- | ---------------- |
| Silina Pha Aphay | 100 meter | 12,67       | 8           | Gick inte vidare | Gick inte vidare | Gick inte vidare | Gick inte vidare |